# El Barbero Municipal
El Barbero Municipal fue un semanario fundado por Ramón Rey Baltar que se editó en Rianjo (provincia de La Coruña, España), órgano del Partido Conservador local y de línea maurista, opuesto la política del cacique local, el liberal Manuel Viturro Posse.
Se publicaba mayoritariamente en castellano. El primer número apareció el 17 de julio de 1910 y el último, el 191, el 7 de marzo de 1914. El periódico cubría el partido judicial de Padrón, que comprendía los ayuntamientos de Dodro, Padrón, Rianjo, Rois y Teo. Su director era José Arcos Moldes y en el periódico colaboró ampliamente Castelao con portadas, caricaturas y con textos entre los que destaca la sección «Faladurías», escrita íntegramente en gallego. Eduardo Dieste era su director literario y Ramón Rey Baltar colaboraba con el pseudónimo de Verduguillo